# Tiraque (provins)

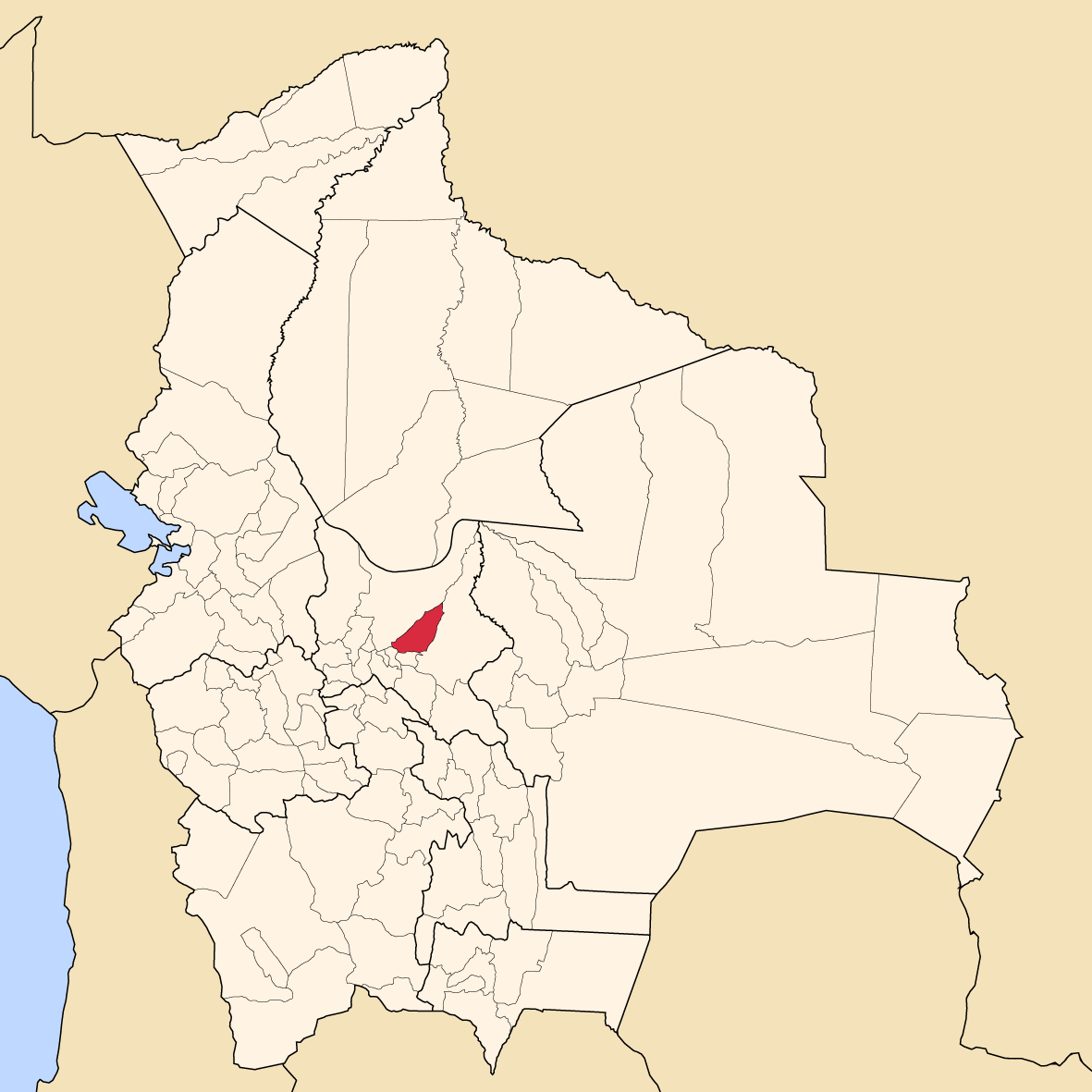
Provinsens läge i Bolivia

Tiraque är en provins i departementet Cochabamba i Bolivia. Den administrativa huvudorten är Tiraque.